# Farfugium

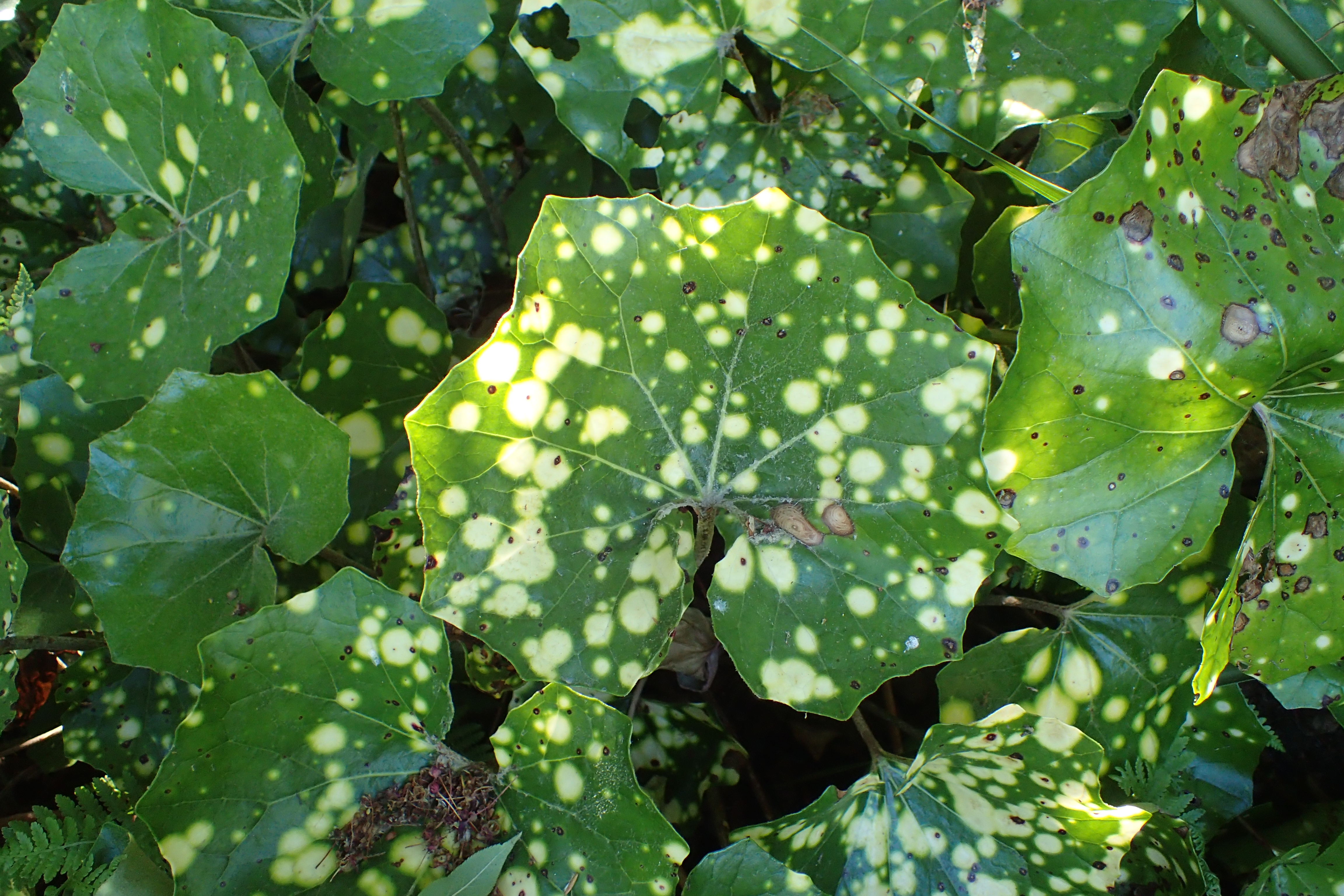
Farfugium japonicum 'Aureomaculatum'

Farfugium Lindley  – rodzaj bylin z rodziny astrowatych. Obejmuje dwa gatunki. F. hiberniflorum rośnie na Wyspach Japońskich i Riukiu, a F. japonicum poza tymi wyspami także na Tajwanie oraz na Półwyspie Koreańskim i w południowo-wschodnich Chinach. Gatunek ten introdukowany został do Indii, na Sycylię oraz wyspy Makaronezji. Oba gatunki zasiedlają lasy, brzegi strumieni i wilgotne łąki. 
F. japonicum jest uprawiany jako roślina ozdobna, zwłaszcza jego kultywary o plamiastych liściach.

## Morfologia
PokrójByliny z długimi kłączami i łodygą kwiatonośną bezlistną lub z kilkoma łuskowatymi liśćmi, u nasady pokrytą gęstymi i długimi włoskami, osiągającą do ok. 80 cm wysokości.
LiścieTylko odziomkowe, u nasady długiego ogonka z pochwą liściową. Blaszki są nerkowate lub okrągławo-nerkowate, dłoniasto użyłkowane, od spodu wełnisto owłosione, całobrzegie lub ząbkowane.
KwiatyZebrane w koszyczki, a te w baldachogrono wsparte kilkoma podsadkami. Okrywy są dzwonkowate, z listkami okrywy wyrastającymi w dwóch rzędach. Te bardziej zewnętrzne są wąskie, a wewnętrzne szerokie, z błoniastym brzegiem. Dno kwiatostanowe jest płaskie, bez plewinek, dołeczkowane. Brzeżne kwiaty języczkowe są żeńskie, jaskrawo żółte. Środkowe kwiaty w koszyczku są rurkowate, obupłciowe, matowo żółte. Nitki pręcików są nagie. Łatki znamienia na szczycie szyjki słupka są krótko owłosione i tępo zakończone.
OwoceWalcowate niełupki są żebrowane i owłosione między żebrami. Puch kielichowy w postaci białych, ząbkowanych włosków.

## Systematyka
Pozycja systematyczna
Rodzaj z podplemienia Tussilagininae, plemienia Senecioneae, podrodziny Asteroideae z rodziny astrowatych Asteraceae.
Wykaz gatunków
- Farfugium hiberniflorum (Makino) Kitam.
- Farfugium japonicum (L.) Kitam.